# 禾溪三仙桥
禾溪三仙桥，本名澄明桥，是位于中华人民共和国福建省周宁县纯池镇禾溪村的一个清代古建筑，2018年9月7日入选第九批福建省文物保护单位。
禾溪三仙桥因供祀“杨、柳、倪”三仙而得名，始建于明朝成化三年（1467年），民国6年（1917年）重建廊屋并加宽桥面，拱架保持原样。桥身呈西北—东南走向，长24.27米，净跨18.25米。廊屋通道两侧设木条凳，中亭为重檐歇山顶，两端太子亭为六角重檐攒尖顶；廊屋共有各式藻井7个，藻井彩绘、壁画均绘制于民国9年（1920年）。1989年1月1日，禾溪三仙桥入选第二批周宁县文物保护单位，2018年9月7日，禾溪三仙桥入选第九批福建省文物保护单位。